# كريستينا تريسكا
كريستينا تريسكا مواليد 6 مارس 1980 في السويد، هي لاعبة كرة مضرب سويدية. أعلى تصنيف لها في الفردي كان 147. أعلى تصنيف لها في الزوجي كان 166.

## النهائيات

### الفردي (2–6)
| الحصيلة | الرقم | التاريخ        | الدورة                             | الأرضية | المنافس          | النتيجة            |
| ------- | ----- | -------------- | ---------------------------------- | ------- | ---------------- | ------------------ |
| الوصافة | 1.    | 6 نوفمبر 1995  | سانتو دومينغو، جمهورية الدومينيكان | ترابية  | جيري إنجرام      | 3–6, 5–7           |
| الوصافة | 2.    | 13 نوفمبر 1995 | سان سلفادور 2، السلفادور           | ترابية  | جوان مور         | 3–6, 2–6           |
| الوصافة | 3.    | 15 أبريل 1996  | الواس، البرتغال                    | صلبة    | ايلينا سلفادور   | 0–6, 6–4, 4–6      |
| الفوز   | 1.    | 22 أبريل 1996  | أزميس، البرتغال                    | صلبة    | مارينا اسكوبار   | 4–6, 6–1, 6–2      |
| الفوز   | 2.    | 29 أبريل 1996  | غيمارايس، البرتغال                 | صلبة    | جولي ستيفن       | 6–1, 6–0           |
| الوصافة | 4.    | 6 يناير 1997   | دلراي بيتش 1، الولايات المتحدة     | صلبة    | ستيفاني مابري    | 3–6, 1–6           |
| الوصافة | 5.    | 17 مارس 1997   | ذا وودلاندز، الولايات المتحدة      | صلبة    | كيري فباس        | 1–6, 5–7           |
| الوصافة | 6.    | 21 يونيو 1999  | مونتريال 2, كندا                   | صلبة    | ميلاغروس سيغويرا | 6–7(7–9), 6–7(7–9) |

## روابط خارجية
- كريستينا تريسكا على موقع رابطة محترفات التنس (الإنجليزية)
- كريستينا تريسكا على موقع الاتحاد الدولي لكرة المضرب (الإنجليزية)
- كريستينا تريسكا على موقع كأس بيلي جين كينغ (الإنجليزية)
- كريستينا تريسكا على موقع خلاصة التنس.كوم (الإنجليزية)